# Bahnhof Bad Nauheim
Der Bahnhof Bad Nauheim liegt in der gleichnamigen Stadt am Streckenkilometer 161,9 der Main-Weser-Bahn.

## Geschichte
Mit der Eröffnung der Teilstrecke zwischen Butzbach und Friedberg am 9. November 1850 ging der Bahnhof in Betrieb. Die ursprünglichen Hochbauten stammten von Julius Eugen Ruhl und wurden 1911–1913 durch Neubauten ersetzt. Im Zuge einer generellen Sanierung aus Anlass der Landesgartenschau Bad Nauheim 2010 wurden die Bahnsteighöhe auf 76 cm angehoben, der Zugang behindertengerecht gestaltet, Leitstreifen für Sehbehinderte eingebaut und dem Bahnhof insgesamt ein freundlicheres Aussehen gegeben.

## Bahnanlagen
Der Bahnhof Bad Nauheim hat einen Haus- und einen Inselbahnsteig, insgesamt also drei Bahnsteigkanten. Hauptsächlich wird der Verkehr auf den Gleisen 1 (Richtung Friedberg) und 2 (Richtung Gießen) abgefertigt. Gleis 3 wird planmäßig nur von sehr wenigen Zügen genutzt – zuweilen wird das Gleis bei Verspätungen von Zügen Richtung Gießen angefahren, um einem nachfolgenden Zug auf Gleis 2 Vorrang zu geben. Der Zugang zu den Gleisen ist ab 20:30 Uhr nur noch über den Nachtausgang möglich, da die Bahnhofshalle zu diesem Zeitpunkt geschlossen wird. Die Gleise sind über eine Bahnsteigunterführung erreichbar, die zwischen dem Empfangsgebäude und einem Park-and-Ride-Parkplatz verläuft.
Hinzu tritt an der dem Empfangsgebäude gegenüberliegenden Seite der Gleisanlagen der Bahnhof der Butzbach-Licher Eisenbahn (BLE), Bad Nauheim Nord (Streckenkilometer 10,6). Von hier findet touristischer Verkehr mit historischen Zuggarnituren durch die Eisenbahnfreunde Wetterau nach Münzenberg statt. Es besteht eine Gleisverbindung zur einstigen Staatsbahn (Gleis 5). Als Besonderheit verläuft die Butzbach-Licher Eisenbahn durch den für den DB-Bahnhof angelegten Park-and-Ride-Parkplatz. Bad Nauheim Nord ist zur Stadtseite hin über einen zweiten Personentunnel erreichbar, der die Gleisanlagen des DB-Bahnhofs unterquert – dort aber keinen Anschluss herstellt. Weiterhin stellt dieser Tunnel einen Zugang an das Areal des Goldsteinparks her.

## Hochbauten
Das Empfangsgebäude und die übrigen Hochbauten des Bahnhofs sind heute überwiegend Kulturdenkmäler nach dem Hessischen Denkmalschutzgesetz.

### Empfangsgebäude
Das heutige Empfangsgebäude wurde 1911–1913 in neoklassizistischen Formen nach Entwürfen von Armin Wegner errichtet. Die Fassade trägt sowohl das preußische als auch das hessische Wappen, da Bad Nauheim zum Großherzogtum Hessen gehörte, Bahnhof und Main-Weser-Bahn aber von der Preußischen Staatseisenbahn betrieben wurden. Im Gebäude befinden sich mehrere Fahrkarten-Automaten des RMV und ein Automat für Fernverkehrsfahrkarten der Deutschen Bahn. Außerdem gibt es im Bahnhof eine Buchhandlung sowie eine Bäckerei.
Unmittelbar vor dem Gebäude befindet sich als Bestandteil des örtlichen Planetenwanderwegs das Motiv des Planeten Saturn – eine in den Boden eingelassene Kugel, die von zwei Ringen umgeben wird.

### Fürstenpavillon
Südlich des Empfangsgebäudes steht ein Fürstenpavillon. Er stammt aus der Umbauphase des Bahnhofs 1911–1913. Das Gebäude hat ein pagodenartiges Dach. Es steht in der Achse der Lessingstraße, deutlich abgesetzt vom öffentlichen Empfangsgebäude. Zur Bahnsteigseite hat es eine offene Halle. Nach Wegfall der ursprünglichen Nutzung wurde es zwischenzeitlich von der Deutschen Bundespost, heute von der Diakonie, genutzt.

## Verkehr

### Historisch
Vor dem Ersten Weltkrieg war Bad Nauheim Ausgangspunkt einer „Bäderbahn“ genannten Verbindung, die die Badeorte Bad Nauheim, Bad Homburg und Wiesbaden miteinander verband und auch von Schnellzügen befahren wurde.
Zur Landesgartenschau 2010 wurden einzelne S-Bahnen der Linie S6 vom Bahnhof Friedberg bis nach Bad Nauheim verlängert.
Das pro Richtung einmal täglich verkehrende Eurocity-Zugpaar EC 112/113 Siegen–Klagenfurt wurde aufgrund mangelnder Fahrgastzahlen zum Fahrplanwechsel 2011/2012 am 11. Dezember 2011 nach zwei Jahren wieder auf den vorherigen Zuglauf bis Frankfurt verkürzt.

### Aktuell
In Bad Nauheim halten im Fahrplanjahr 2021 sämtliche Züge der Regionalbahn-Verbindung Hanau–Friedberg–Gießen. Ebenfalls halten der Mittelhessen-Express sowie einzelne Regional-Express-Züge der Verbindung Frankfurt Hbf–Marburg in Bad Nauheim. Am Morgen und am frühen Abend hält der RE-Sprinter (Main-Sieg-Express) zwischen Frankfurt und Siegen in Bad Nauheim und bietet so den Pendlern eine schnelle Verbindung nach bzw. von Frankfurt. Alle anderen Regional-Express-Züge auf den Relationen Frankfurt Hbf–Siegen Hbf und Frankfurt Hbf–Kassel Hbf (Main-Weser-Express) halten nicht in Bad Nauheim.
| Linie | Verlauf | Takt | Betreiber                 | KBS        | Fahrzeuge im Regelbetrieb       |
| ----- | --- | --- | ------------------------- | ---------- | ------------------------------- |
| RE 30 | Main-Weser-Bahn: Frankfurt (Main) Hbf – Frankfurt (Main) West – Friedberg (Hess) – Bad Nauheim – Ostheim (b Butzbach) – Butzbach – Kirch Göns – Lang Göns – Großen Linden – Gießen – Lollar – Friedelhausen – Fronhausen (Lahn) – Niederwalgern – Marburg Süd – Marburg (Lahn) – Kirchhain (Bz Kassel) – Stadtallendorf – Neustadt (Kr Marburg) – Treysa – Borken (Hess) – Wabern (Bz Kassel) – Kassel-Wilhelmshöhe – Kassel Hbf Stand: Fahrplanwechsel Dezember 2021 | einzelne Züge zur HVZ | DB Regio Mitte            | 620, 630   | BR 146 + 6–7 Doppelstockwagen   |
| RB 40 | Mittelhessen-Express: Frankfurt (Main) Hbf – Frankfurt (Main) West (– Bad Vilbel) (zweistdl.) – Friedberg (Hess) – Bad Nauheim (– Ostheim (b Butzbach)) (zweistdl.) – Butzbach (– Kirch Göns – Lang Göns – Großen Linden) (zweistdl.) – Gießen – Dutenhofen (Kr Wetzlar) – Wetzlar – Aßlar – Werdorf – Ehringshausen (Kr Wetzlar) – Katzenfurt – Edingen (Kr Wetzlar) – Sinn – Herborn (Dillkr) – Burg (Dillkr) Nord – Niederscheld (Dillkr) Süd – Dillenburg Flügelung in Gießen. Zugteil nach Marburg/Treysa als RB 41. Stand: Fahrplanwechsel Dezember 2021                                                           | 40/80 min (Frankf.–Gießen) 60 min (Gießen–Dillenburg)                                                                                    | HLB Hessenbahn            | 630, 445   | Bombardier Talent 2             |
| RB 41 | Mittelhessen-Express: Frankfurt (Main) Hbf – Frankfurt (Main) West (– Bad Vilbel) (zweistdl.) – Friedberg (Hess) – Bad Nauheim (– Ostheim (b Butzbach)) (zweistdl.) – Butzbach (– Kirch Göns – Lang Göns – Großen Linden) (zweistdl.) – Gießen – Gießen Oswaldsgarten – Lollar – Friedelhausen – Fronhausen (Lahn) – Niederwalgern – Niederweimar – Marburg Süd – Marburg (Lahn) – Cölbe – Bürgeln – Anzefahr – Kirchhain (Bz Kassel) – Stadtallendorf (– Neustadt (Kr Marburg) – Schwalmstadt-Wiera – Treysa) (wochentags) Flügelung in Gießen. Zugteil nach Dillenburg als RB 40. Stand: Fahrplanwechsel Dezember 2021 | 60 min 40/80 min (Frankf.–Gießen) 30 min (Gießen–Marb. wochentags) 120 min (Marb.–Stadtallend. Wochenende) 120 min (Stadtallend.–Treysa) | HLB Hessenbahn            | 630        | Bombardier Talent 2             |
| RB 49 | Gießen – Großen Linden – Lang Göns – Kirch Göns – Butzbach – Ostheim (b Butzbach) – Bad Nauheim – Friedberg (Hess) – Assenheim (Oberhess) – Nidderau – Ostheim (Kr Hanau) – Bruchköbel – Hanau Nord – Hanau Hbf Stand: Fahrplanwechsel Dezember 2021 | 60/120 min (wochentags) 120 min (Wochenende)                                                                                             | HLB Hessenbahn            | 630, 633   | Bombardier Talent 2 oder ET 425 |
| RE 99 | Main-Sieg-Express (Sprinter): Siegen Hbf – Haiger – Dillenburg – Herborn (Dillkr) – Ehringshausen (Kr Wetzlar) – Wetzlar – Ostheim (b Butzbach) – Bad Nauheim – Bad Vilbel – Frankfurt (Main) West – Frankfurt (Main) Hbf Stand: Fahrplanwechsel Dezember 2021 | ein Zug | HLB Hessenbahn            | 445, 630   | Stadler FLIRT 2                 |
| RE 99 | Main-Sieg-Express (Sprinter): Frankfurt (Main) Hbf – Frankfurt (Main) West – Bad Nauheim – Wetzlar – Ehringshausen (Kr Wetzlar) – Herborn (Dillkr) – Dillenburg – Haiger – Siegen Hbf Stand: Fahrplanwechsel Dezember 2021 | ein Zug | HLB Hessenbahn            | 445, 630   | Stadler FLIRT 2                 |
| EFW   | Butzbach-Licher Eisenbahn: Bad Nauheim Nord – Bad Nauheim-Steinfurth – Griedel – Münzenberg | Vereinzelte Fahrten | Eisenbahnfreunde Wetterau | 9371, 9373 | Historische Züge                |

Seit dem Jahresfahrplan 2021/2022  bedient die Intercity-Linie 34 Frankfurt–Dortmund/Münster Bad Nauheim.
| Linie | Linienverlauf | Takt                       | Betreiber      |
| ----- | --- | -------------------------- | -------------- |
| IC 34 | (Stuttgart –) Frankfurt – Bad Nauheim – Wetzlar – Siegen – Iserlohn-Letmathe – Witten – Dortmund (– Hamm – Münster) | Zwei- bzw. Vierstundentakt | DB Fernverkehr |

Einzelne S-Bahn-Triebzüge der DB-Baureihe 423 der Linie S6 nach Friedberg fahren zum Wenden als Leerfahrt, also ohne Fahrgäste, nach Bad Nauheim in ein Nebengleis, wenn in Friedberg die für die S-Bahn vorgesehenen Gleise belegt sind.
Am direkt vor dem Bahnhofsgebäude gelegenen Busbahnhof laufen die Linien des Stadtbus Bad Nauheim und Regionalbusse:
| Linie | Linienverlauf |
| ----- | --- |
| FB-10 | Bahnhof – Wisselsheim – Rödgen – Schwalheim – Friedberg Kaiserstraße – Friedberg Bahnhof |
| FB-11 | Usa Wellenbad – Hochwaldkrankenhaus – Rathaus – Aliceplatz – Am Solgraben – Bahnhof – Nieder-Mörlen                                                                                              |
| FB-12 | Kaiserberg – Aliceplatz – Bahnhof – Steinfurth – Wisselsheim – Rödgen – Goldsteinstraße – Am Solgraben – Rathaus – Aliceplatz – Bahnhof (weiter als Line 15)                                     |
| FB-14 | Bodestraße – Bahnhof – Aliceplatz – Rathaus – Feuerwehr – Schwalheim Brunnenstraße |
| FB-15 | Bahnhof – Aliceplatz – Rathaus – Am Solgraben – Goldsteinstraße – Rödgen – Wisselsheim – Steinfurth – Bahnhof – Aliceplatz – Kaiserberg (weiter als Line 12)                                     |
| FB-34 | Bahnhof – Aliceplatz – Usa Wellenbad – Friedberg Kaiserstraße – Friedberg Bahnhof |
| FB-35 | Bahnhof – Nieder-Mörlen – Ober-Mörlen (– Usingen) |
| FB-53 | Butzbach Bahnhof – Griedel – Rockenberg – Oppershofen – Steinfurth – Bad Nauheim Am Taubenbaum – Bahnhof → Parkstraße → Aliceplatz → Am Solgraben → Bahnhof (direkt wieder zurück nach Butzbach) |
| FB-70 | Erbstadt – Bönstadt – Assenheim – Nieder-Wöllstadt – Ober-Wöllstadt – Friedberg Kaiserstraße – Bad Nauheim Feuerwehr – Am Solgraben – Bahnhof                                                    |

## Trivia
Im Juni 2013 dienten der Bahnsteig und das Empfangsgebäude Bad Nauheim Nord an der Butzbach-Licher Eisenbahn als Drehort für den Tatort: Im Schmerz geboren.
Im Oktober 2021 war der Bahnhof Bad Nauheim Nord Kulisse für eine Verfilmung des Romans Was man von hier aus sehen kann (mit Uerdinger Schienenbussen der Oberhessischen Eisenbahnfreunde).